# Ernst Lohmeyer

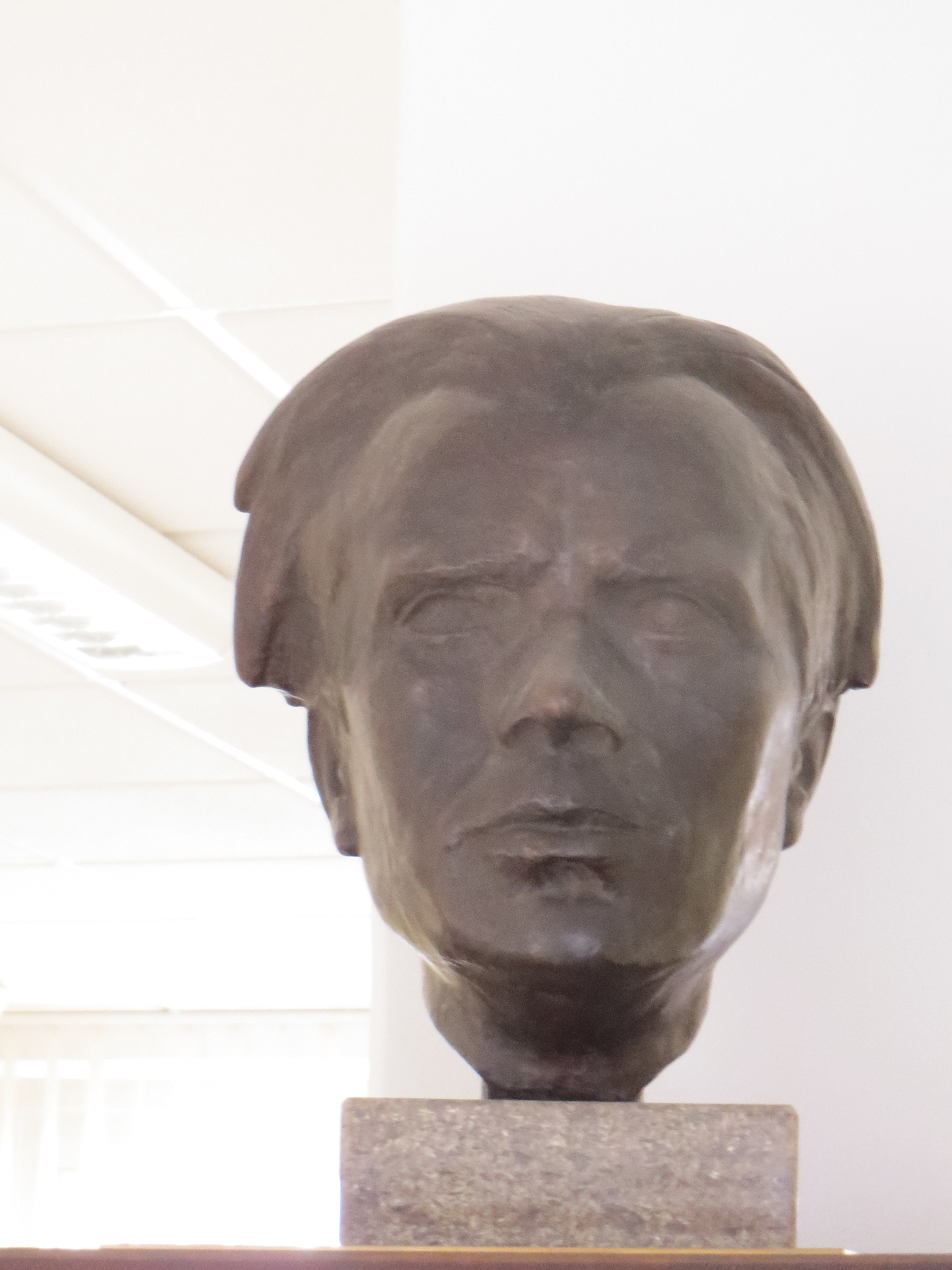
Büste Ernst Lohmeyer von Theodor von Gosen (1931), heute aufgestellt im Ernst-Lohmeyer-Haus in Greifswald

Ernst Lohmeyer (* 8. Juli 1890 in Dorsten; † 19. September 1946 bei Hanshagen) war ein deutscher Theologe der evangelischen Kirche, Hochschullehrer und Opfer des Stalinismus. Er opponierte in der Zeit des Nationalsozialismus gegen den Antisemitismus und gehörte der Bekennenden Kirche an, wofür er durch den NS-Staat verfolgt wurde.
Nach dem Einmarsch der Roten Armee wurde Lohmeyer 1945 zum Rektor der Ernst-Moritz-Arndt-Universität Greifswald ernannt. Die Universität wurde nach sechs Wochen von den Behörden wieder geschlossen. Im Februar 1946 wurde Lohmeyer von der sowjetischen Geheimpolizei Volkskommissariat für Staatssicherheit wegen seiner Beteiligung an Aktionen gegen die Zivilbevölkerung 1942/43 in der Sowjetunion verhaftet und im September desselben Jahres erschossen.

## Leben
Ernst Lohmeyer war der Sohn des Heinrich Lohmeyer (1851–1918), Pfarrer in Schildesche (heute ein Ortsteil von Bielefeld) und dessen Frau Marie Niemann (1856–1937). Seine Kindheit verbrachte er überwiegend in Vlotho, wohin sein Vater 1895 gewechselt war. Nach dem Besuch des Friedrichs-Gymnasiums Herford studierte Lohmeyer ab 1908 an der Universität Tübingen Theologie, Philosophie und Orientalische Sprachen, ging 1909 für ein Semester an die Universität Leipzig und anschließend bis 1911 an die Friedrich-Wilhelms-Universität zu Berlin. Danach arbeitete er ein Jahr als Hauslehrer beim Grafen Maximilian (Max) von Bethusy-Huc (* 1866; † 1922) auf Schloss Klein Gaffron in Klein Gaffron bei Raudten, Kreis Steinau (Schlesien).
1912 wurde er zum Lizenziaten der Theologie promoviert und bestand die erste Theologische Prüfung beim Evangelischen Konsistorium zu Münster der Kirche der Altpreußischen Union in der Kirchenprovinz Westfalen. 1913 ging er als Einjährig-Freiwilliger zum Westfälischen Jäger-Bataillon Nr. 7. Der Ausbruch des Ersten Weltkriegs verhinderte seine planmäßige Entlassung. 1914 wurde er mit der Dissertation „Die Lehre vom Willen bei Anselm von Canterbury“ zum Dr. phil. an der Universität Erlangen promoviert. Im Rahmen einer Kriegstrauung heiratete er 1916 Melie Seyberth. Nach dem Ende seines Kriegsdienstes habilitierte er sich 1918 an der Universität Heidelberg. Am 10. Dezember 1921 wurde Lohmeyer der Ehrendoktortitel seitens der Theologischen Fakultät der Friedrich-Wilhelms-Universität zu Berlin verliehen.
Am 1. Oktober 1920 wurde Lohmeyer als Nachfolger von Rudolf Bultmann außerordentlicher, im folgenden Jahr ordentlicher Professor für neutestamentliche Theologie an der Universität Breslau. Von 1930 bis 1931 war er Rektor der Hochschule. Lohmeyer stand dem aufkommenden Nationalsozialismus ablehnend gegenüber und machte seine Haltung auch öffentlich. Als 1932/1933 die Vorlesungen des Juristen Ernst Joseph Cohn durch planmäßige antisemitische Aktionen der nationalsozialistischen Studenten gestört wurden, ließ Lohmeyer in Vertretung des Rektors die Störer durch die Polizei aus dem Hörsaal entfernen. Der Cohn-Skandal und sein Eintreten für Martin Buber, mit dem er nach der Machtergreifung demonstrativ Kontakt hielt, waren neben seiner Betätigung im Sinne der Bekennenden Kirche einige der Gründe für seine Strafversetzung an die Universität Greifswald 1935, wo er Nachfolger von Joachim Jeremias wurde. Die Staatsanwaltschaft in Stettin eröffnete 1937 ein Verfahren im Sinne des Heimtückegesetzes gegen Lohmeyer, das 1938 ohne Ergebnis eingestellt wurde.
Zu Beginn des Zweiten Weltkrieges wurde er 1939 zum Kriegsdienst bei den rückwärtigen Diensten eingezogen und als Besatzungsoffizier der Wehrmacht in Polen, Belgien und den Niederlanden eingesetzt. Zuletzt war er während des Russlandfeldzuges 1941 im Rang eines Hauptmanns von Ende August 1942 bis Mitte März 1943 Militärkommandant der Kreise Slawjansk, Krasnoarmejsk, Petrowsk, Strasteblijewsk, Iwanowsk, Marjansk, Temjursk und Krasnodar mit Dienstsitz Slawjansk. Im Rahmen dieses Einsatzes soll er weder an Erschießungen von Sowjetbürgern teilgenommen noch diese angeordnet haben. 1943 wurde er vom Dienst freigestellt und später aus der Wehrmacht entlassen, um ab April 1943 wieder den theologischen Lehrstuhl in Greifswald zu übernehmen.
Nach der kampflosen Übergabe Greifswalds an die Rote Armee, an der Ernst Lohmeyer Anteil hatte, wurde er wenige Tage nach der Verhaftung des bisherigen Rektors der Universität Carl Engel mit der provisorischen Leitung der Rektorats beauftragt. Der Lehrbetrieb wurde jedoch durch das Oberkommando der Roten Armee in Stettin unterbrochen und die Hochschule blieb bis Februar 1946 geschlossen. Wegen seiner Personalpolitik – Lohmeyer versuchte, sich der von der Kommunistischen Partei Deutschlands (KPD) und der Besatzungsmacht geforderten Säuberung der Universität auch von nominellen NSDAP-Mitgliedern zu entziehen, um die Funktionsfähigkeit der Hochschule zu erhalten – geriet er mit der Landesverwaltung in Konflikt.
Lohmeyer wurde vom Amt des Rektors enthoben und in der Nacht vor der Wiedereröffnung der Universität am 15. Februar 1946 von der sowjetischen Geheimpolizei verhaftet. Außer unklaren Erklärungen durch deutsche Stellen, die die Verhaftung mit seiner Militärzeit begründeten, gab es keine Informationen über seinen Verbleib. Die Pommersche Landeskirche, hochrangige Wissenschaftler und auch der KPD-Vorsitzende Wilhelm Pieck erhielten auf ihre Bemühungen keine Antwort von der sowjetischen Besatzungsmacht. Erst 1958 wurde seiner Familie mitgeteilt, dass Lohmeyer am 19. September 1946 „in russischem Gewahrsam“ verstorben sei.
Tatsächlich war er in der Greifswalder Domstraße Nr. 7 in Einzelhaft interniert und wurde am 28. August 1946 von einem sowjetischen Militärtribunal wegen seiner Tätigkeit als Militärkommandant im Deutsch-Sowjetischen Krieg zum Tode verurteilt. Andreas Weigelt stellte 2015 fest: „Dennoch war er gegen seinen Willen in die mörderische deutsche Besatzungspolitik eingebunden. So bewilligte er, der die Besatzung nicht guthieß, im November 1942 in seiner Funktion die Überstellung eines russischen Saboteurs an ein Feldgericht. Dass Lohmeyer an diesem Vorgang beteiligt war und der Saboteur hingerichtet wurde, erfuhren sowjetische Vernehmer von Einwohnern kurz nach der Befreiung des Gebiets Slawjansk im Juli 1943. Lohmeyer wurde also, anders als lange Zeit angenommen, nicht für seine geäußerte Kritik an der sowjetischen Hochschulpolitik, sondern wegen seiner unfreiwilligen Beteiligung an Aktionen gegen Sowjetbürger unerbittlich verfolgt und zum Tode verurteilt […] Seine Verhaftung im Februar 1946 steht möglicherweise im Zusammenhang mit der Verhaftung von Angehörigen des Greifswalder Landschützenbataillons 24, die seinen Namen genannt haben können. Jedenfalls haben Forschungen belegt, dass bereits unmittelbar nach seiner Verhaftung der militärische Kontext seiner Inhaftierung bekannt wurde.“ Am 19. September 1946 wurde Lohmeyer in einem Wald bei Hanshagen erschossen.
Am 15. August 1996 wurde das Todesurteil von der Militäroberstaatsanwaltschaft in Moskau formell aufgehoben. Im abschließenden Rehabilitierungs-Gutachten wurde festgestellt, „daß Ernst Lohmeyer ohne ausreichende Gründe und nur aus politischen Motiven heraus verhaftet und verurteilt wurde.“

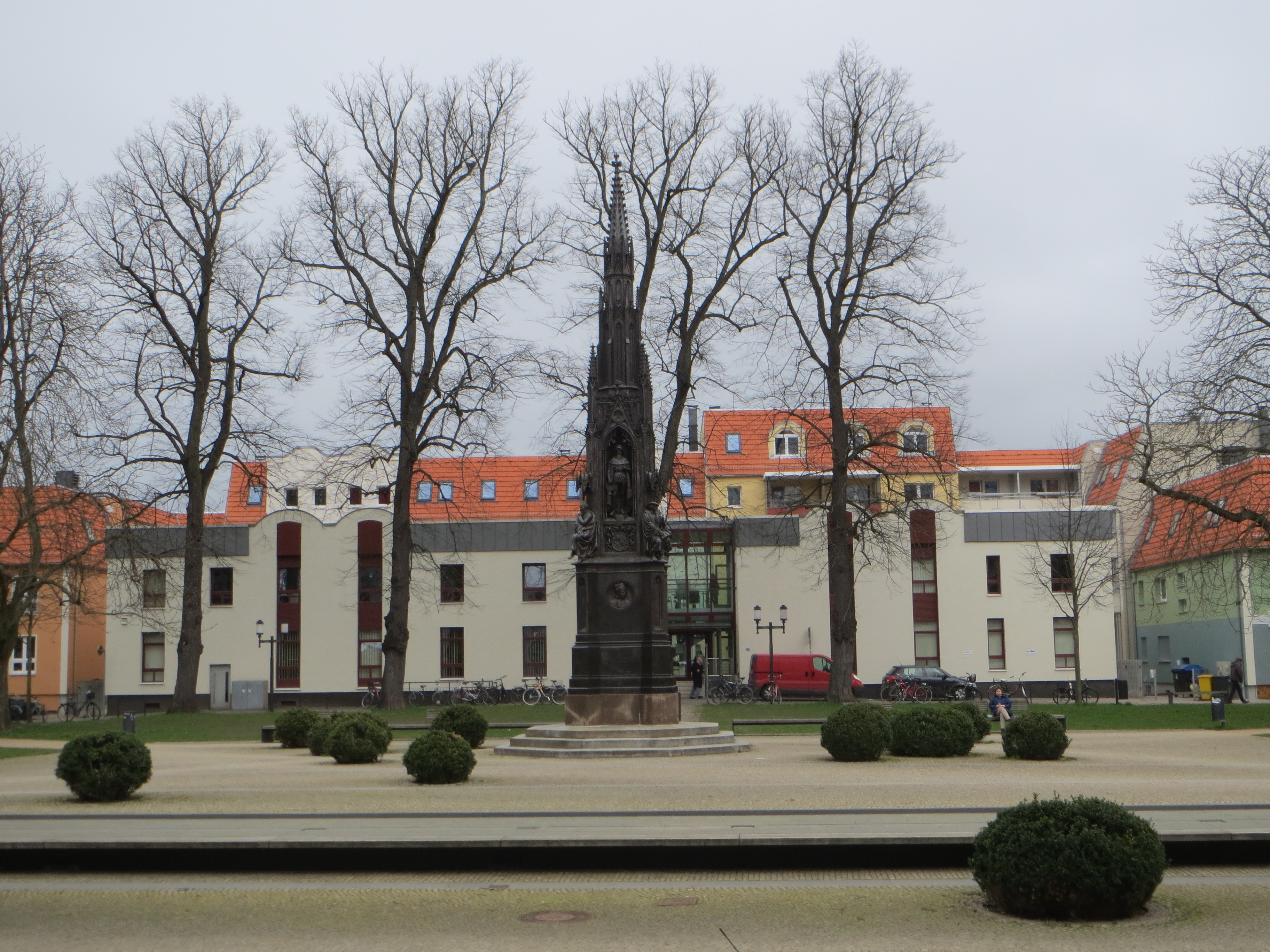
Ernst-Lohmeyer-Haus in Greifswald

## Erinnerung
Den Namen Ernst-Lohmeyer-Haus trägt mit dem Sitz der Theologischen Fakultät der Universität Greifswald deren im Jahre 2000 bezogener am Rubenowplatz gelegene Neubau. Zudem wurde als Adresse für den Komplex der ehemaligen Klinikgebäude an der Friedrich-Loeffler-Straße, der die Philosophische Fakultät, die Bereichsbibliothek und weitere Einrichtung der Universität und des Studierendenwerks beherbergt, der Ernst-Lohmeyer-Platz gewählt. In Vlotho, wo Lohmeyer überwiegend aufwuchs, ist die Prof.-Lohmeyer-Straße nach ihm benannt. In Herford erhielt das Gemeindehaus der Marien-Kirchengemeinde Stift Berg den Namen Ernst-Lohmeyer-Haus.

## Werke (Auszug)
- Die Lehre vom Willen bei Anselm von Canterbury. Deichmann, Leipzig 1914: Hochschulschrift: Phil. Diss. Univ. Erlangen, 1914.
- Christuskult und Kaiserkult. Mohr, Tübingen 1919.
- Soziale Fragen im Urchristentum. Quelle & Meyer, Leipzig 1921.
- Rede zum Gedächtnis an den Grafen Max Bethusy-Huc (Klein Gaffron). Ernst Ludwig Presse, Darmstadt 1923. DNB 361166524
- Vom Begriff der religiösen Gemeinschaft: Eine problemgeschichtliche Untersuchung über die Grundlagen d. Urchristentums. Teubner, Leipzig 1925.
- Die Offenbarung des Johannes. Mohr, Tübingen 1926. Gesamttitel: Handbuch zum Neuen Testament. Abteilung 16.
- „Kyrios Jesus“. Eine Untersuchung zu Phil 2,5–11. Winter, Heidelberg 1928, 2. Auflage, Darmstadt 1961.
- Galiläa und Jerusalem. Vandenhoeck & Ruprecht, Göttingen 1936.
- Kultus und Evangelium. Vandenhoeck & Ruprecht, Göttingen 1942.
- Das Evangelium des Markus. Göttingen 1967.

### Monografien und Aufsatzsammlungen (alphabetisch nach Verfasser)
- Christfried Böttrich (Hrsg.): Ernst Lohmeyer. Beiträge zu Leben und Werk. (Greifswalder Theologische Forschungen; 28). Evangelische Verlagsanstalt, Leipzig 2018. ISBN 978-3-374-05687-3.
- James R. Edwards: Zwischen Hakenkreuz und Sichel. Das bewegte Leben Ernst Lohmeyers (1890–1946). Sein Leben, sein Verschwinden und seine Hinrichtung. Vandenhoeck & Ruprecht, Göttingen 2022, ISBN 978-3-525-55294-0.
- Andreas Köhn (Hrsg.): Ernst Lohmeyers Zeugnis im Kirchenkampf. Breslauer Universitätspredigten. Vandenhoeck & Ruprecht, Göttingen 2006, ISBN 978-3-525-55382-4.
- Andreas Köhn: Der Neutestamentler Ernst Lohmeyer. Studien zu Biographie und Theologie. Mohr Siebeck, Tübingen 2004. ISBN 978-3-16-148376-9.
- Wolfgang Otto (Hrsg.): Freiheit in der Gebundenheit. Zur Erinnerung an den Theologen Ernst Lohmeyer anläßlich seines 100. Geburtstages. Vandenhoeck & Ruprecht, Göttingen 1990. ISBN 3-525-53588-0.
- Werner Schmauch (Hrsg.): In Memoriam Ernst Lohmeyer. Evangelisches Verlagswerk, Stuttgart 1951.

### Beiträge
- Andreas Hilger: „Tod den Spionen!“: Todesurteile sowjetischer Gerichte in der SBZ/DDR und in der Sowjetunion bis 1953. V&R unipress, Göttingen 2006, ISBN 978-3-89971-286-5, S. 109–113.
- Helge Matthiesen: Eine tödliche Intrige. Die Wiedereröffnung der Universität Greifswald 1946 und der Fall Lohmeyer. In: Frankfurter Allgemeine Zeitung vom 15. März 1996, S. 10.
- Christfried Böttrich: Lohmeyer, Ernst (1890–1946). In: Dirk Alvermann, Nils Jörn (Hrsg.): Biographisches Lexikon für Pommern, Bd. 3. Böhlau, Wien, Köln, Weimar 2019 (Veröffentlichungen der Historischen Kommission für Pommern Forschungen zur Pommerschen Geschichte; 48,3), ISBN 978-3-412-50072-6, S. 189–194.

### Internet-Quellen
- Gerhard Saß: Lohmeyer, Ernst. In: Neue Deutsche Biographie (NDB). Band 15, Duncker & Humblot, Berlin 1987, ISBN 3-428-00196-6, S. 132 f. (Digitalisat).
- Wolfgang Weiß: Lohmeyer, Ernst. In: Biographisch-Bibliographisches Kirchenlexikon (BBKL). Band 5, Bautz, Herzberg 1993, ISBN 3-88309-043-3, Sp. 186–189 (Artikel/Artikelanfang im Internet-Archive).
- Kurzbiografie zu: Lohmeyer, Ernst. In: Wer war wer in der DDR? 5. Ausgabe. Band 1. Ch. Links, Berlin 2010, ISBN 978-3-86153-561-4.